# Клімент Шапкарев

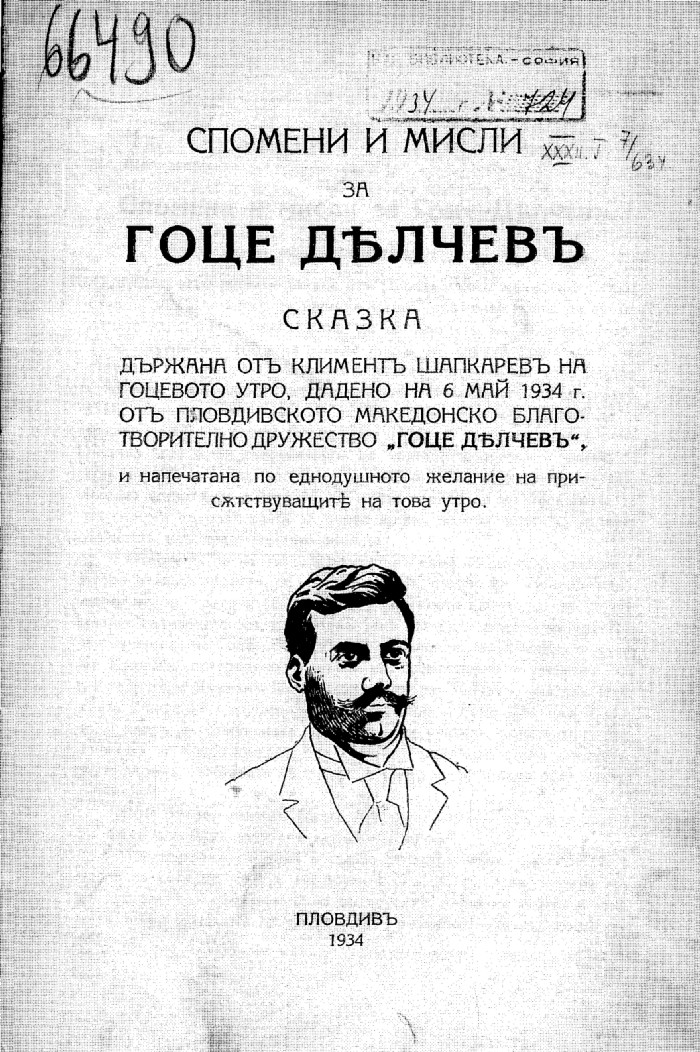

Клімент Шапкарев (болг. Климент Кузманов Шапкарев; 30 січня 1875, Охрид — 12 вересня 1949, Бітола) — болгарський революціонер, педагог, член Внутрішньої македонсько-одринської революційної організації.

## Біографія
Народився 30 січня 1875 року в Охриді. Син відомого болгарського етнографа і фольклориста Кузмана Шапкарева. У 1893 закінчив восьмий клас Солунської болгарської чоловічої гімназії. Після закінчення середньої школи в 1892 році вивчав біологію та хімію в Софійському університеті. У 1897 році був делегатом Самоковського Товариства четвертого Македонського конгресу. У 1898 працював вчителем в Самокові. У 1904–1905 роках — вчитель в Одринскій болгарській чоловічій гімназії.
Публікувався в газеті правого крила ВМОРО «Илинден».
Перед початком Балканської війни він переїхав з Едірне до Болгарії і вступив добровольцем в 52-й піхотний полк болгарської армії, яка боролася в Едірне. Був нагороджений Орденом «За хоробрість». Під час Першої світової війни він перебував у Велесі як член Комісії перепису населення. Після закінчення війни 20 років викладав у сільськогосподарському училищі в Садово.
Навесні 1941 року оселився в Бітолі, де також викладав у сільськогосподарському училищі. Помер 12 вересня 1949 року.
Є автором брошури «Спогади і думки про Гоце Делчев».
Після Балканських воєн одружився з Амалією Прімджановою. Його сини — болгарський економіст і президент македонського Науково-дослідницького інституту — Пітер Шапкарев і історик Іван Шапкарев.